# Prosymna stuhlmanni
Prosymna stuhlmanni — вид змій родини Prosymnidae. Мешкає в Східній Африці. Вид названий на честь німецького натураліста Франца Шульмана.

## Поширення і екологія
Prosymna stuhlmanni мешкають на півдні Сомалі, на сході Кенії і Танзанії, в Мозамбіку, на півдні Малаві та на сході Зімбабве. Вони живуть сухих і вологих саванах та в напівпустелях, на висоті до 2000 м над рівнем моря. Живляться яйцями геконів і молодими ящірками. Відкладають яйця.